# Broaddus
Broaddus es un pueblo ubicado en el condado de San Augustine en el estado estadounidense de Texas. En el Censo de 2010 tenía una población de 207 habitantes y una densidad poblacional de 214,27 personas por km².

## Geografía
Broaddus se encuentra ubicado en las coordenadas 31°18′18″N 94°16′12″O / 31.30500, -94.27000. Según la Oficina del Censo de los Estados Unidos, Broaddus tiene una superficie total de 0.97 km², de la cual 0.97 km² corresponden a tierra firme y (0%) 0 km² es agua.

## Demografía
Según el censo de 2010, había 207 personas residiendo en Broaddus. La densidad de población era de 214,27 hab./km². De los 207 habitantes, Broaddus estaba compuesto por el 95.17% blancos, el 0% eran afroamericanos, el 0% eran amerindios, el 0% eran asiáticos, el 0% eran isleños del Pacífico, el 2.9% eran de otras razas y el 1.93% pertenecían a dos o más razas. Del total de la población el 2.9% eran hispanos o latinos de cualquier raza.